# Gräfensteinhütte
Die Gräfensteinhütte ist eine Schutzhütte des Ortsvereins Merzalben des Pfälzerwald-Vereins im Pfälzerwald. Sie befindet sich auf der Gemarkung der Gemeinde Merzalben etwa 500 m südöstlich der Bebauungsgrenze des Ortes im Hafertal, einem Nebental des Flusses Merzalbe. Die Hütte liegt in einer Höhe von 296 m ü. NHN. Sie bietet keine Übernachtungsmöglichkeit an. Der Name „Gräfensteinhütte“ leitet sich von der nahe gelegenen Burgruine Gräfenstein ab. Mit den anderen Häusern des Pfälzerwaldvereins ist sie seit 2021 mit dem Eintrag Pfälzerwaldhütten-Kultur Bestandteil des Immateriellen Kulturerbes in Deutschland der deutschen UNESCO-Kommission.

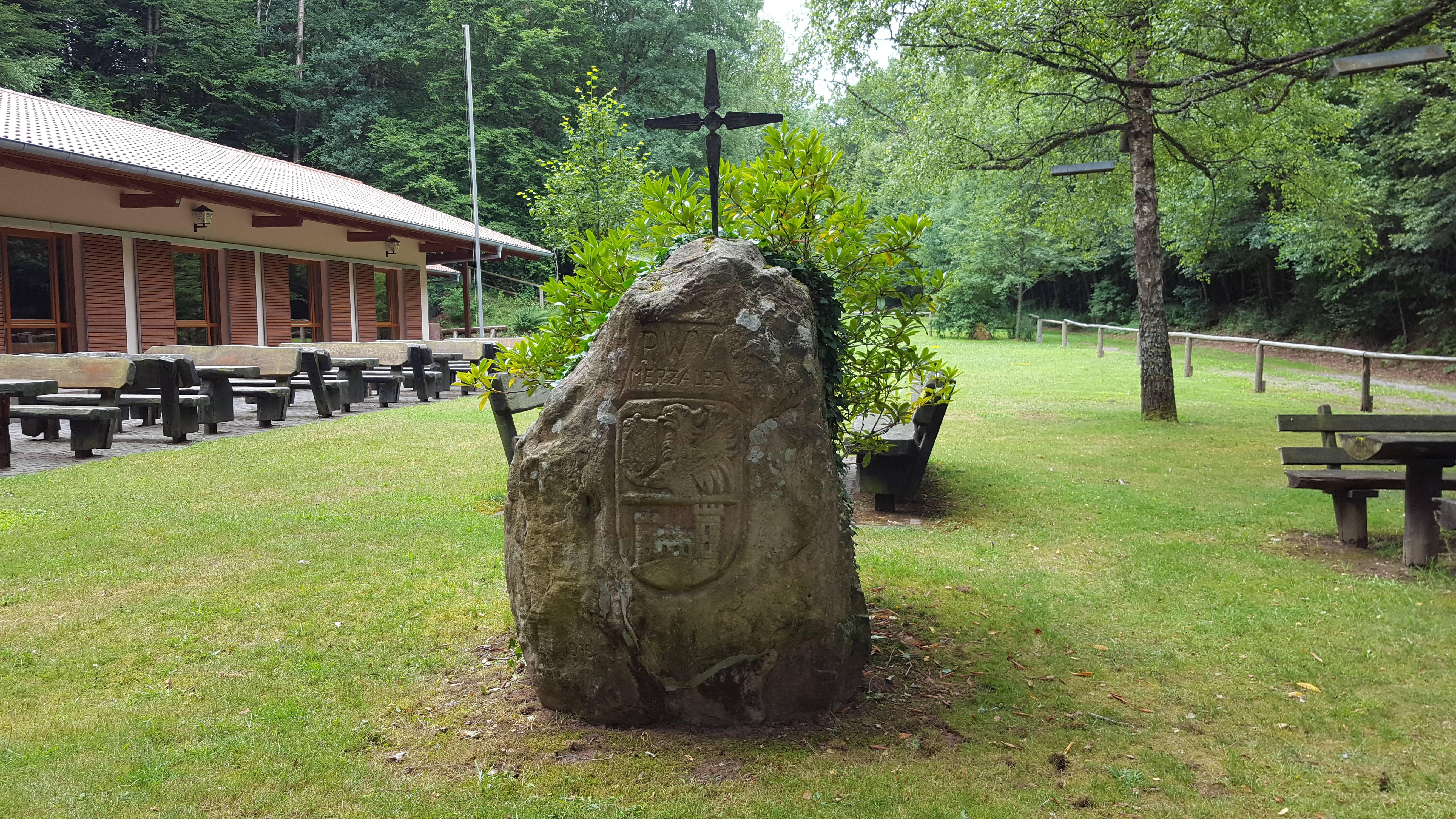

## Geschichte
Der 1952 gegründete PWV-Ortsverein Merzalben errichtete in den Jahren 1973 und 1974 eine erste Hütte. Danach erfolgten 1980 eine Erweiterung der Hütte, 1982 die Erstellung eines Freisitzes, 1993 der Anschluss an die öffentliche Kanalisation und 1999 die Modernisierung der Küche. Im September 2005 wurde in die Hütte zweimal eingebrochen, wobei beim zweiten Mal zusätzlich eine Brandstiftung erfolgte. Die Hütte brannte bis auf die Grundmauern ab. Danach wurde in den Jahren 2006 und 2007 die heutige moderne Hütte aufgebaut. Der Wappenstein vor der Hütte wurde 1979 vom Steinmetz Artz aus Herschberg erstellt.

## Zugänge und Wanderungen

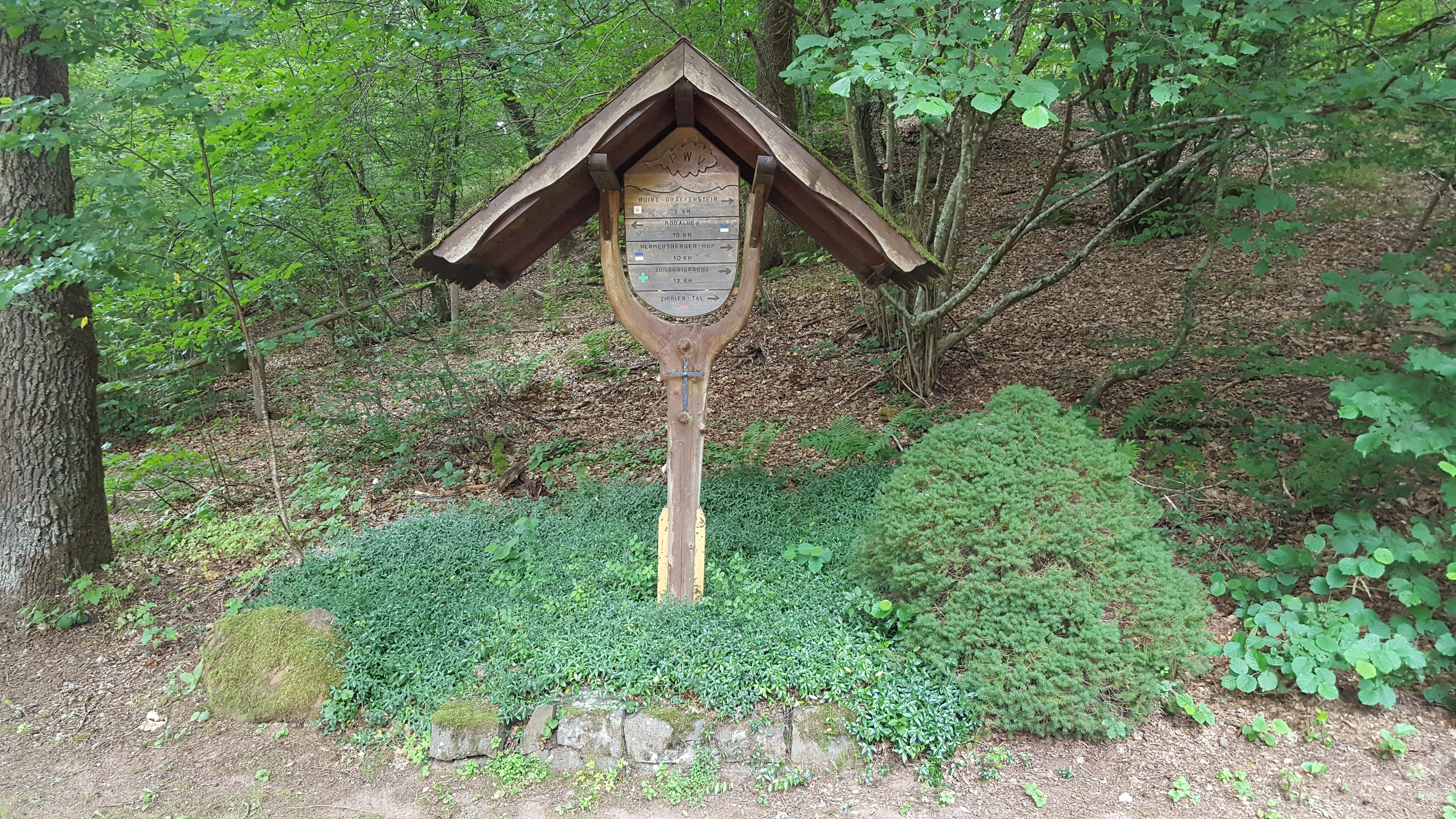
Wegweiser zu Wanderzielen

An der Hütte befindet sich ein Wandererparkplatz, der leicht über die von der durch Merzalben verlaufenden Landesstraße L496 abzweigende Kreisstraße K52 erreicht werden kann. Nahe Wanderziele sind der Vordere Winschertkopf mit einem als Aussichtspunkt ausgebauten Sandsteinfelsen im Gipfelbereich, die Burgruine Gräfenstein, sowie das Wieslautertal bis Hinterweidenthal. Die benachbarten Hütten des Pfälzerwaldvereins sind das Hilschberghaus in Rodalben, das Waldhaus Starkenbrunnen bei Pirmasens und die Hollertal-Hütte im Schwarzbachtal.